# 海拉爾日軍工事及萬人坑遺址
海拉爾日軍工事及萬人坑遺址（其中日軍工事又被稱為「侵華日軍海拉爾要塞遺址」或「海拉尔筑垒基地」），位於呼倫貝爾市陳巴爾虎旗、海拉爾區，是第三批內蒙古自治區文物保護單位的革命遗址及爱国主义教育纪念地之一。在中國抗日戰爭時，侵華日軍在海拉爾修建了大規模的防禦工事，並把參與修建的中國工人集體殺害，形成了共佔地21平方公里的日軍工事遺址，以及长150多公尺、宽80多公尺的萬人坑。海拉爾日軍工事及萬人坑遺址在1996年5月28日被列入內蒙古自治區文物保護單位，遺址上建立了纪念館。

## 歷史
日本在1931年的九一八事变佔領了中国东北地区（包括今内蒙古自治区东部一带），並加紧军事部署。海拉尔地區位於中國、蘇聯和蒙古的交界，向南可藉以支援侵略中國的行動，向北可以抵禦苏联的进攻、或是进攻蘇聯。於是，侵華日軍在1934年6月開始在海拉尔建設防御工事。
数万名中國工人參與了海拉爾日軍工事的建設，其中有些是被强行抓来的。日軍亦以哄骗的手法，從东北地区以至河北、山东等地招來大量贫苦农民，從而招募人手來修建工事。例如，有參與招募的中國人騙貧民說去开荒，開出相當吸引的待遇，並向自愿报名的民眾派發金錢；但是，招募回來參與修建日軍工事的工人待遇欠佳，遭到日軍的监视，而且他們因自愿报名而獲派的款項均被扣起。大量工人在工程中因疲勞、疾病、飢餓而身亡，或是被人打死；日军會扔掉病死工人的屍體，也有工人被迫把其他工人的屍體扔掉:158:350。患病工人失去了利用价值，不會獲得治療，而是會遭到日軍殺害；由於棚子的結構問題，火災和山洪暴发導致了大量工人傷亡。
日軍在海拉尔的军事工程於1937年末完工。為了不泄漏這机密的庞大工事，日軍先用粗铁丝貫穿幾名工人的肩胛骨，以防他們逃脱，然後把工人們枪杀或活埋；屍體被棄至位於工事附近的沙坑裡，形成了万人坑。截至2010年，已知曾參與建設海拉爾日軍工事、最終生還的工人只有张玉甫一人。1945年8月，蘇日戰爭爆發，苏联红军进攻海拉尔，日本駐紮中國東北的关东军靠這些工事來抵抗；苏联最終成功击敗海拉尔要塞的日军，佔領海拉尔。在戰爭中，北山的地下工事有几处地方被毁，地道有三处较为完整的洞门；东山、西山、敖包山等地的地面工事均遭到炸毁，只能看到一些残迹；敖包山阵地是苏联红军主攻的阵地、戰火最激烈的地区，地上和地下的日軍工事均受到嚴重毀壞:346:26。
中華人民共和國成立後，當地军政机关非常重视海拉爾的日軍工事遺址，並組織勘査队到遺址勘查:346。海拉爾日軍工事的唯一生還工人张玉甫指證日軍虐待中国劳工；他曾經兩度被迫扔掉其他工人的屍體，從而带領考察人员找到海拉爾万人坑的準確位置:158:350。現在，海拉爾日軍工事遺址上建立了一座纪念館「世界反法西斯战争海拉尔纪念园」。

## 結構

### 日軍工事
海拉爾日軍工事共佔地21平方公里，地上和地下均有建築；地下的工事深約17至19公尺，與地上互相连通。整個工事有5個設於城市四周高地的抵抗枢纽部（防御主阵地）、以及10個設於抵抗枢纽部之間的高地的辅助阵地，從而建立森嚴的防御体系，其中以敖包山和北山的阵地為主体。北山和敖包山的工事均有優良的电力、照明、通讯、排水、通风、防毒、防化、防守系统，其中北山的地下工事用作驻扎军队和军用仓库，敖包山的地下工事則是作战阵地。
北山阵地是二号阵地（即「二地区」），被日军称為「河南台」:26。該阵地是海拉爾日軍工事的指挥中心，亦是规模最大、結構最复杂、设施最齊全的环形防御阵地，設置了关东军第80混成旅团司令部。阵地的地上工事有逾30个钢筋混凝土浇注而成的明暗堡和防护性建筑物，以及反坦克壕、迫击炮、指挥所等軍事設施。地下有钢筋混凝土築成的一条主幹道和10条支幹道，合共有超過4,000多公尺長的地下通道；北山阵地的地下工事設有水管、电缆、銃眼和通风孔，以及指挥室、发电室、通讯室、仓库、厨房等59個不同用途的房間，储存大量能軍備和粮食，能完全保障生活和战事所需的供给。
敖包山阵地是一号阵地（即「一地区」），被日军称為「安堡山地區」，為海拉爾日軍工事的前沿阵地，用以抵抗蘇聯进攻:26。該阵地的地上工事設有反坦克壕、反坦克障碍物、以及四通八达的步兵交通壕，還有碉堡、发射阵地、指挥所等軍事設施；敖包山本來沒有树木，但日軍在山上種植了许多杨树，用來掩盖地下的工事:26。地下工事方面，敖包山阵地的有15個位於地下的房间，以及三個與地上工事相通的洞口:26。
除了北山阵地和敖包山阵地，海拉爾日軍工事的主阵地还有南松山阵地、东南山阵地和东山阵地，其中东南山阵地和东山阵地均以地上工事为主，南松山阵地則設有地下工事。辅助阵地方面，东台、北松山、满头山這三個辅助阵地只有碉堡、發射點等地上工事，與主阵地構建犄角防御。

### 萬人坑
海拉爾萬人坑長150多公尺、寬80多公尺，是滿蒙防線上最大的万人坑:158。萬人坑位於敖包山和北山之間，處於谷地；它是一塊形似锅底的巨型洼地，西北部為高處、东南部為低處:158。

## 保護和開發
海拉爾日軍工事及萬人坑遺址在1996年5月28日被内蒙古自治区人民政府列入第三批內蒙古自治區文物保護單位的「革命遺址及愛國主義教育紀念地」。遺址又在1997年9月被確立為「海拉尔市爱国主义教育基地」，1998年2月成為「盟级爱国主义教育基地」，2008年被中华人民共和国国家旅游局收錄在国家4A级旅游景区，2009年被中共中央宣传部列为「全国爱国主义教育基地」，2009年成為「国家国防教育示范基地」，2011年成為「全国红色旅游经典景区」。海拉爾日軍工事遗址是同類遗址中规模最大、保存工作最好的一处。
海拉爾日軍工事遺址上建立了一座纪念館，名為世界反法西斯战争海拉尔纪念园，佔地110公顷，分为地上和地下兩個部分。地上部分有分為四个展厅的海拉尔要塞遗址博物馆，以及战争遗迹和模拟战争场景，這些設施運用了科技來介绍战争场景和旅游景观；纪念园還展出了T-34坦克、紅旗二號導彈、米格-15战斗机等軍備，供遊人觀看和觸摸。地下部分則是復原後日軍的地下工事，有司令部、宿舍、卫生室、通讯室等房間，亦设置了照明设施。中國共產黨內蒙古自治區委員會副書記巴特爾曾參觀這座纪念館，讚揚它是自己看過的最佳军事题材博物馆。遊人參觀纪念館後，多會對日軍工事感到惊奇，但他們对博物馆的藏品一般印象不深，而博物馆也面臨功能欠缺、宣传不足、遊人较少等问题:27。
2015年，全国红色旅游工作协调小组办公室常务副主任罗迪辉提出了65條以抗日战争為题的红色旅游路線，其中世界反法西斯战争海拉尔纪念园是「呼伦贝尔—海拉尔—满洲里线」的景点之一。學者認為，海拉爾日軍工事遺址可以作為爱国教育之用，並提出了多項有助發揮其教育功能的建議:28。

## 图册

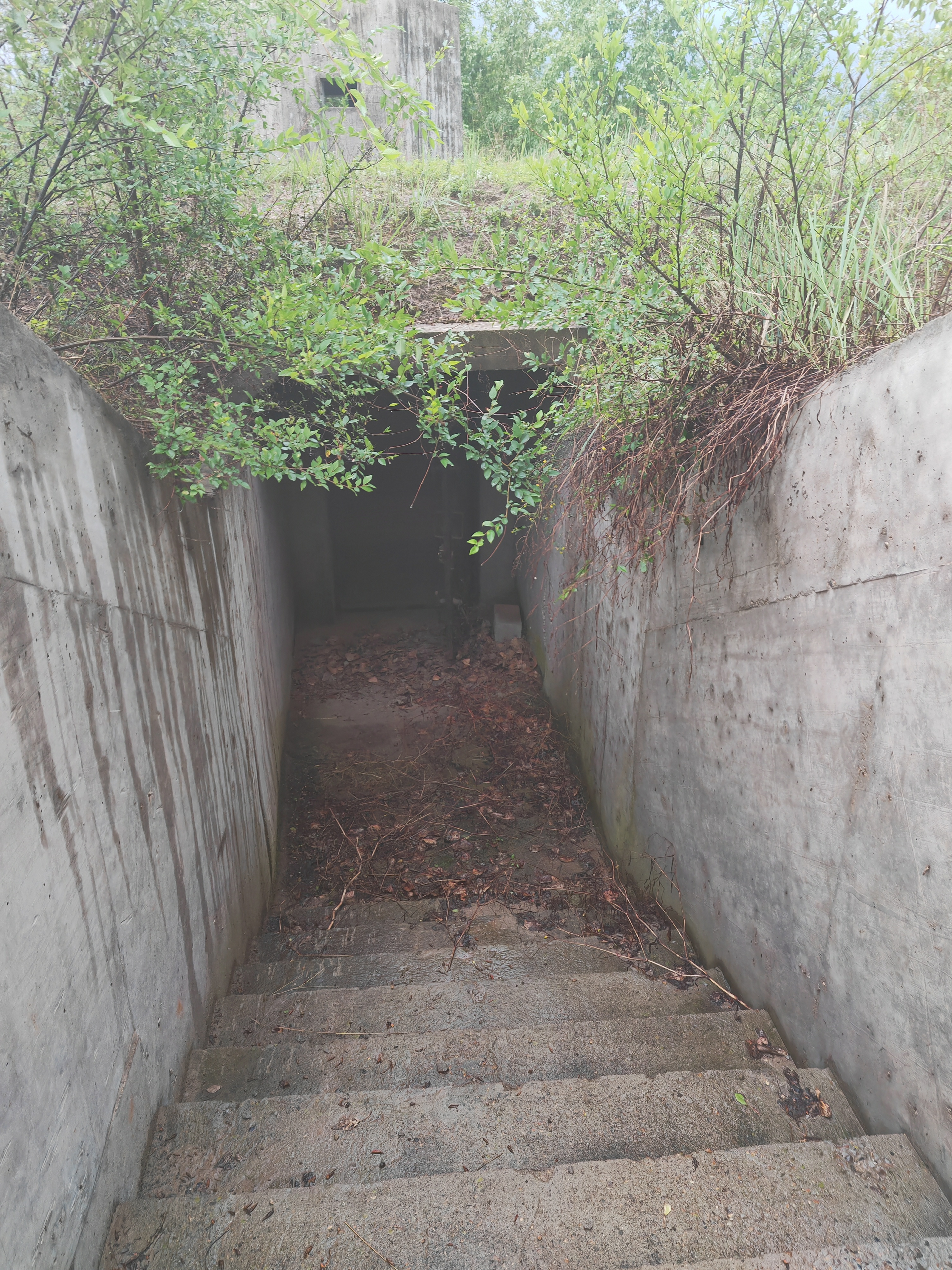
隧道外台阶
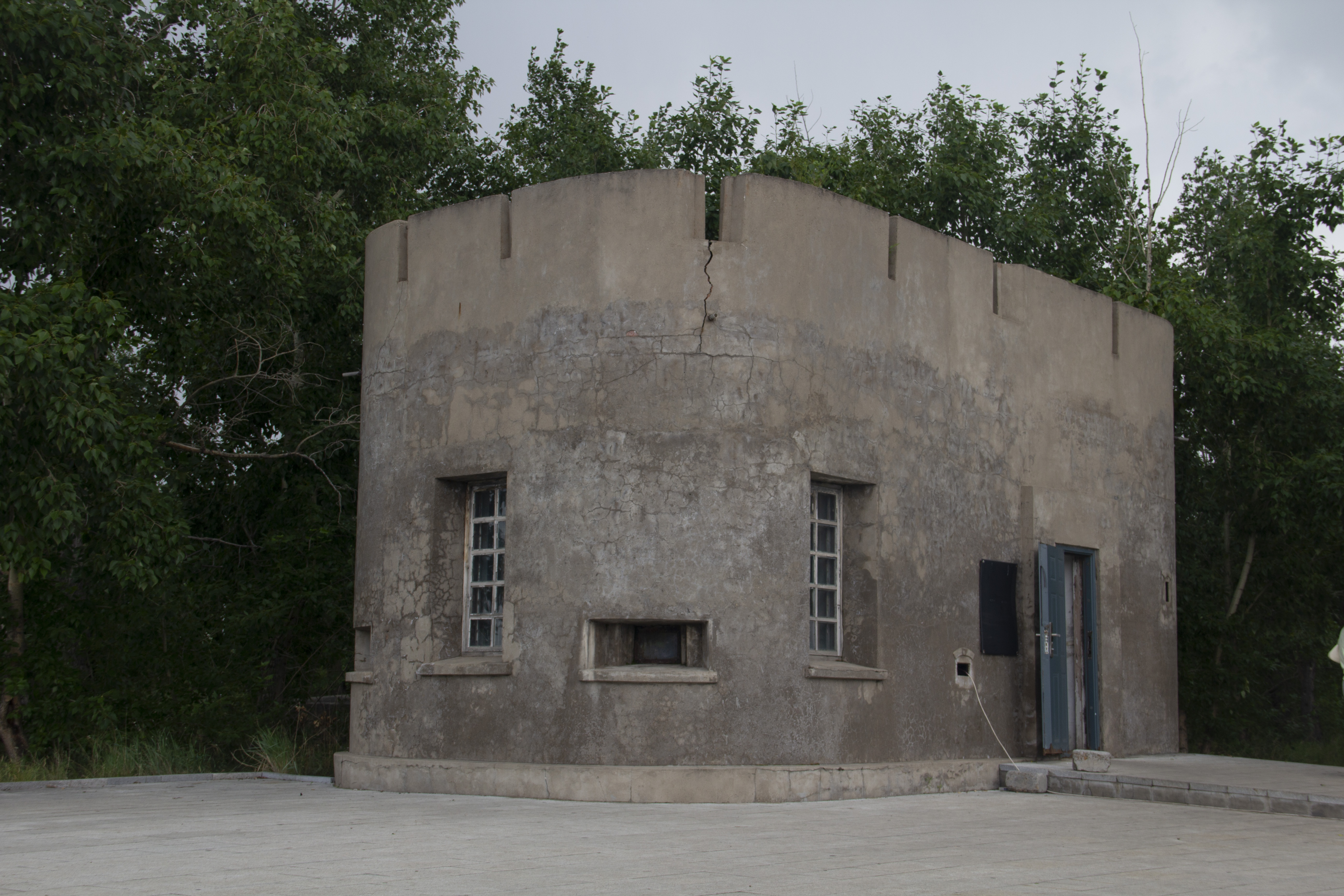
地道入口
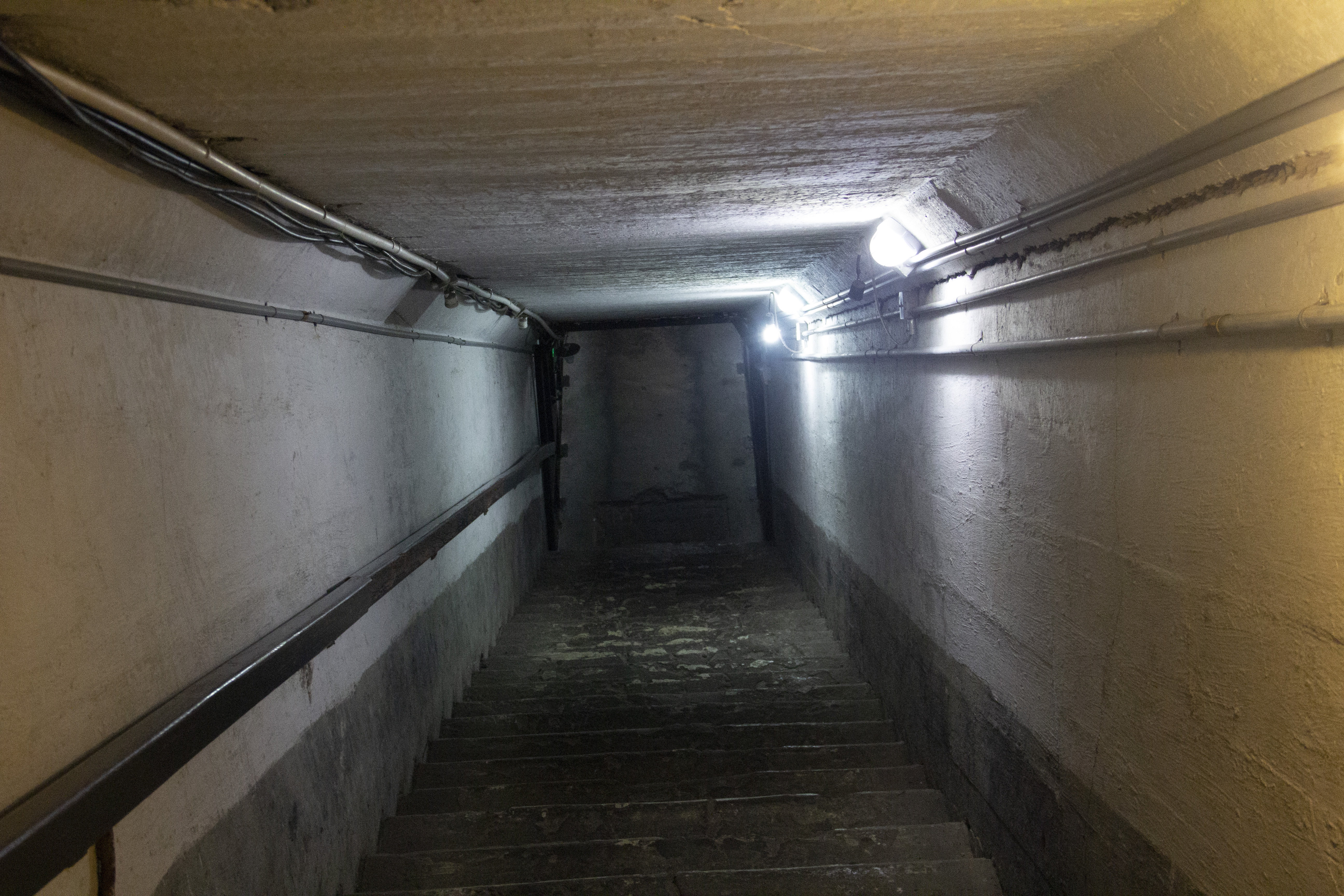
地道台阶
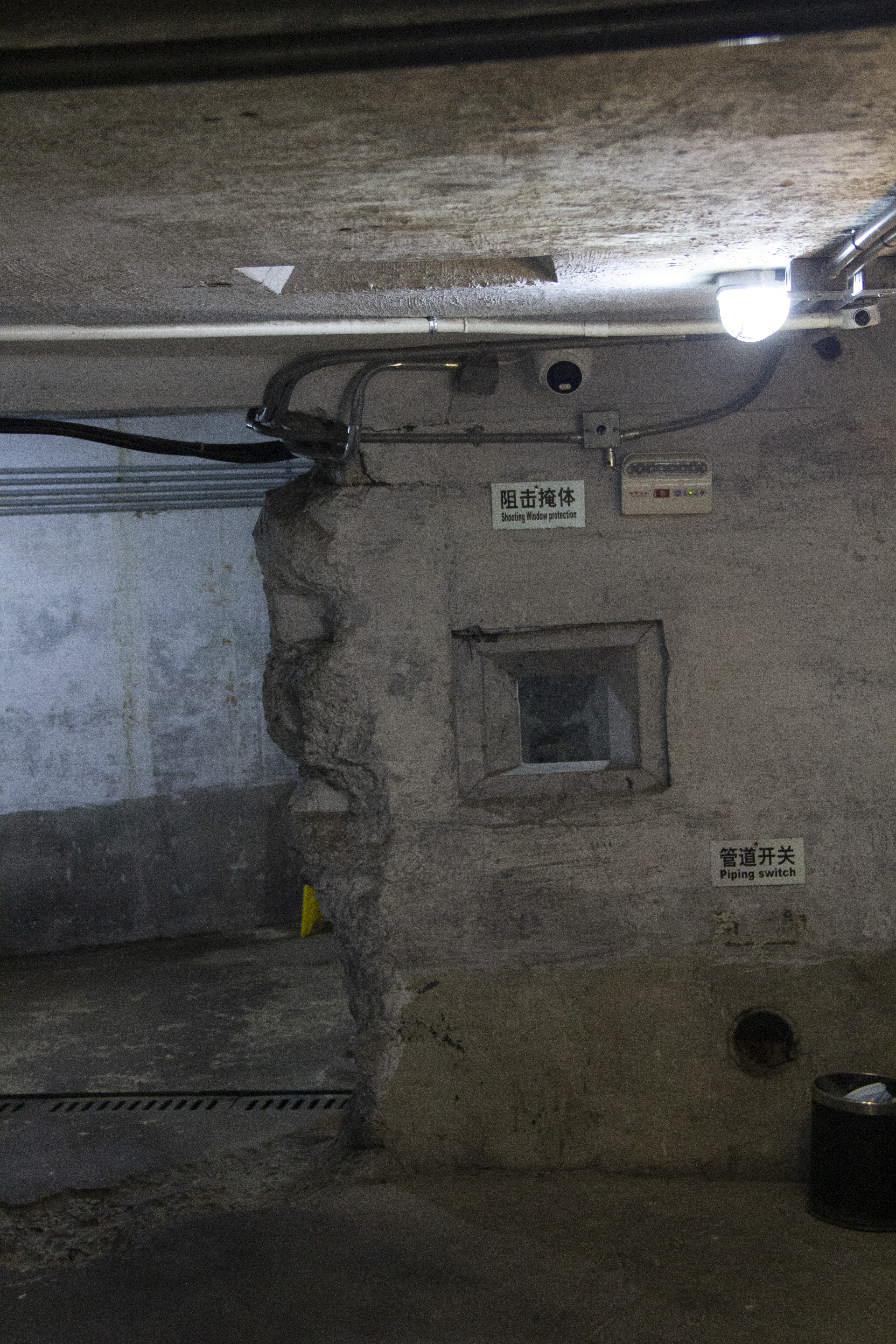
狙击掩体
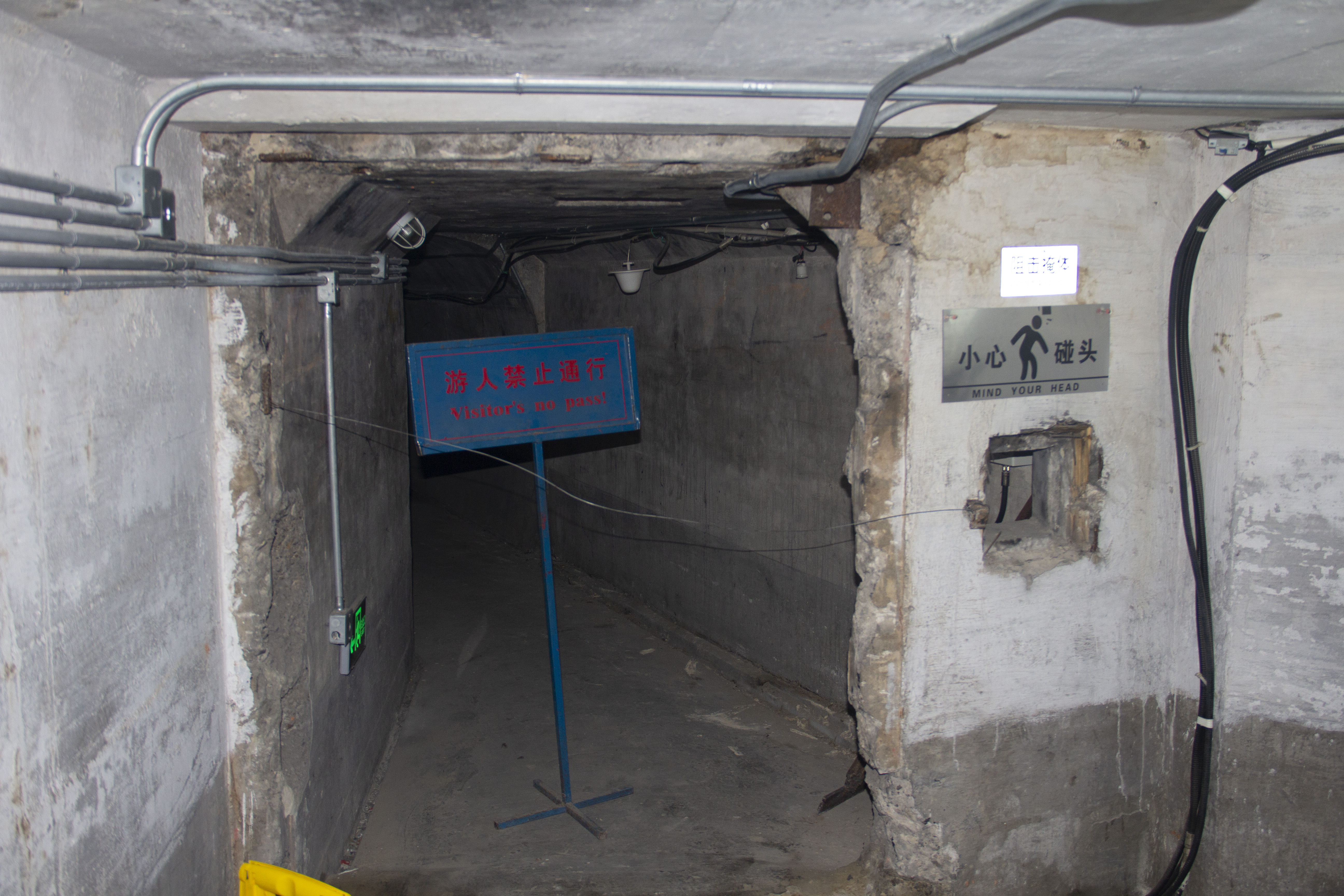
狙击掩体
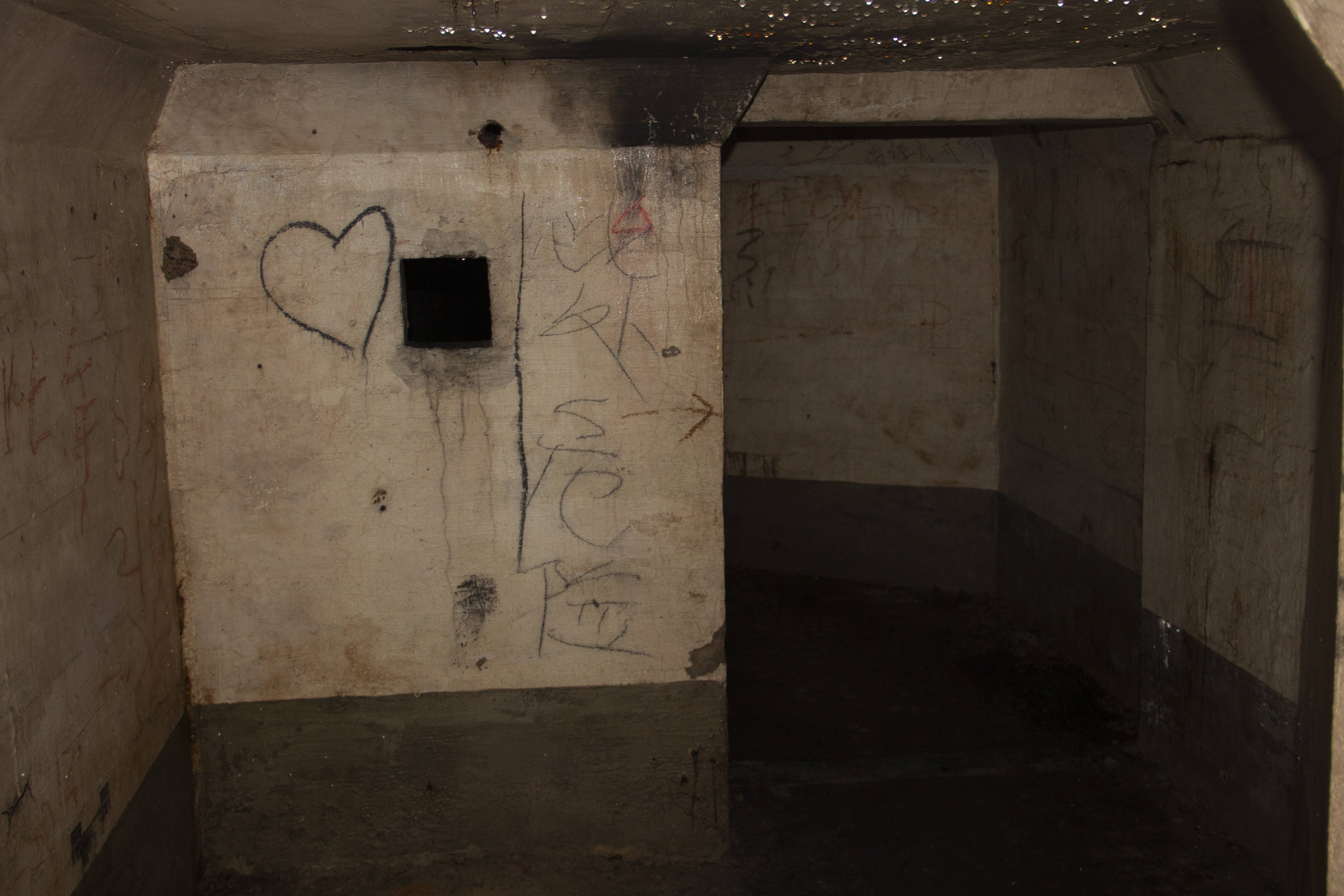
狙击掩体
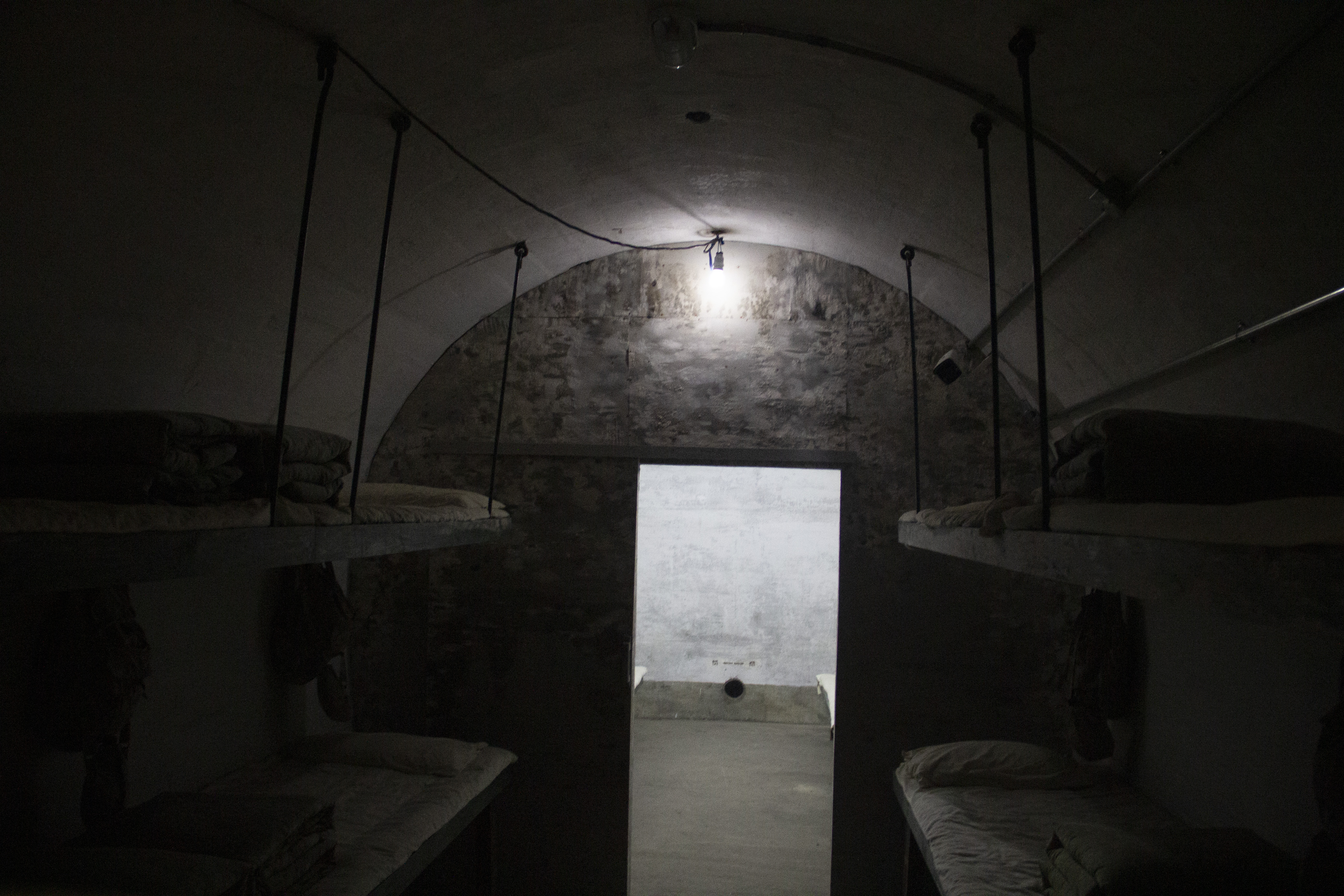
侵略兵宿舍
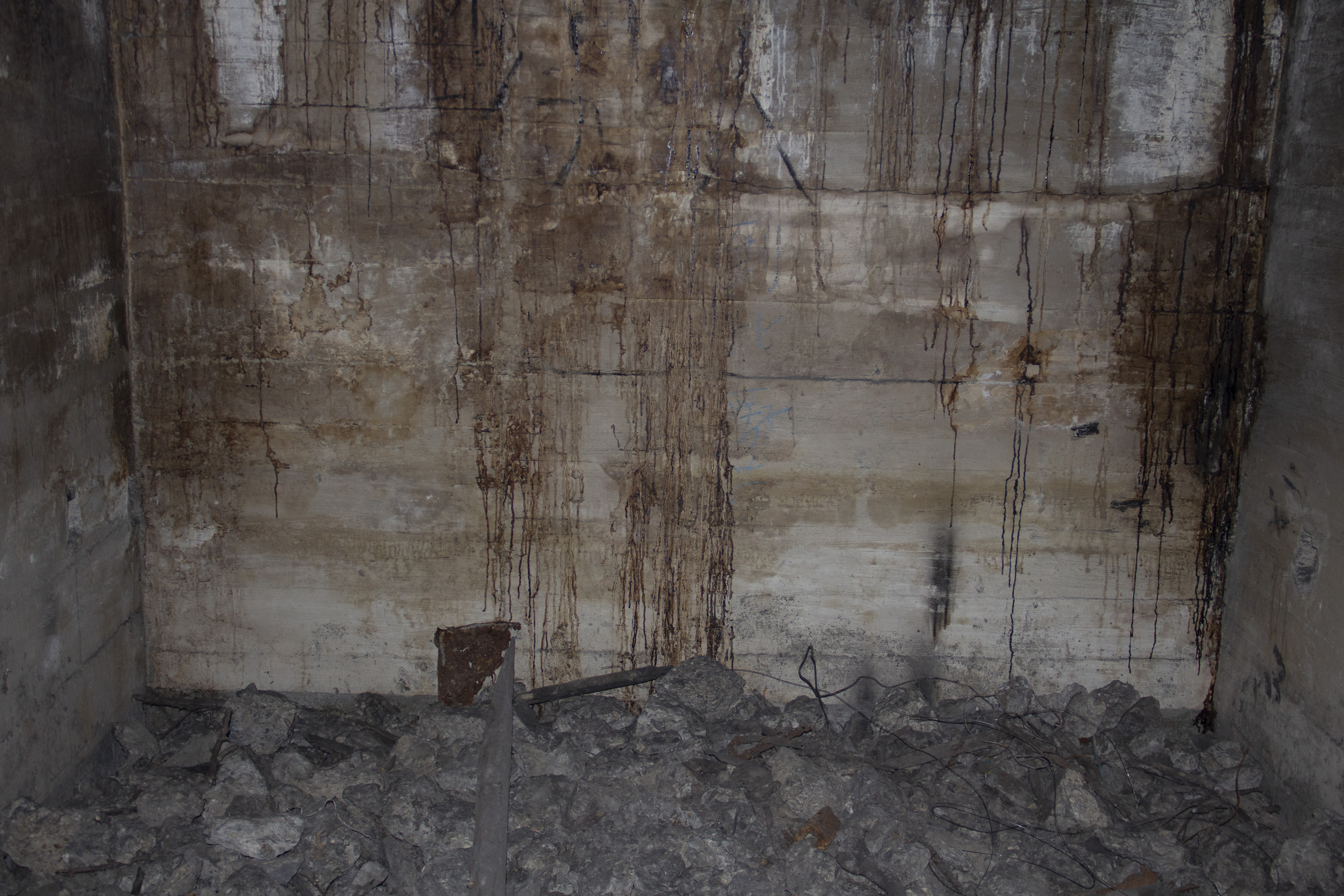
墙
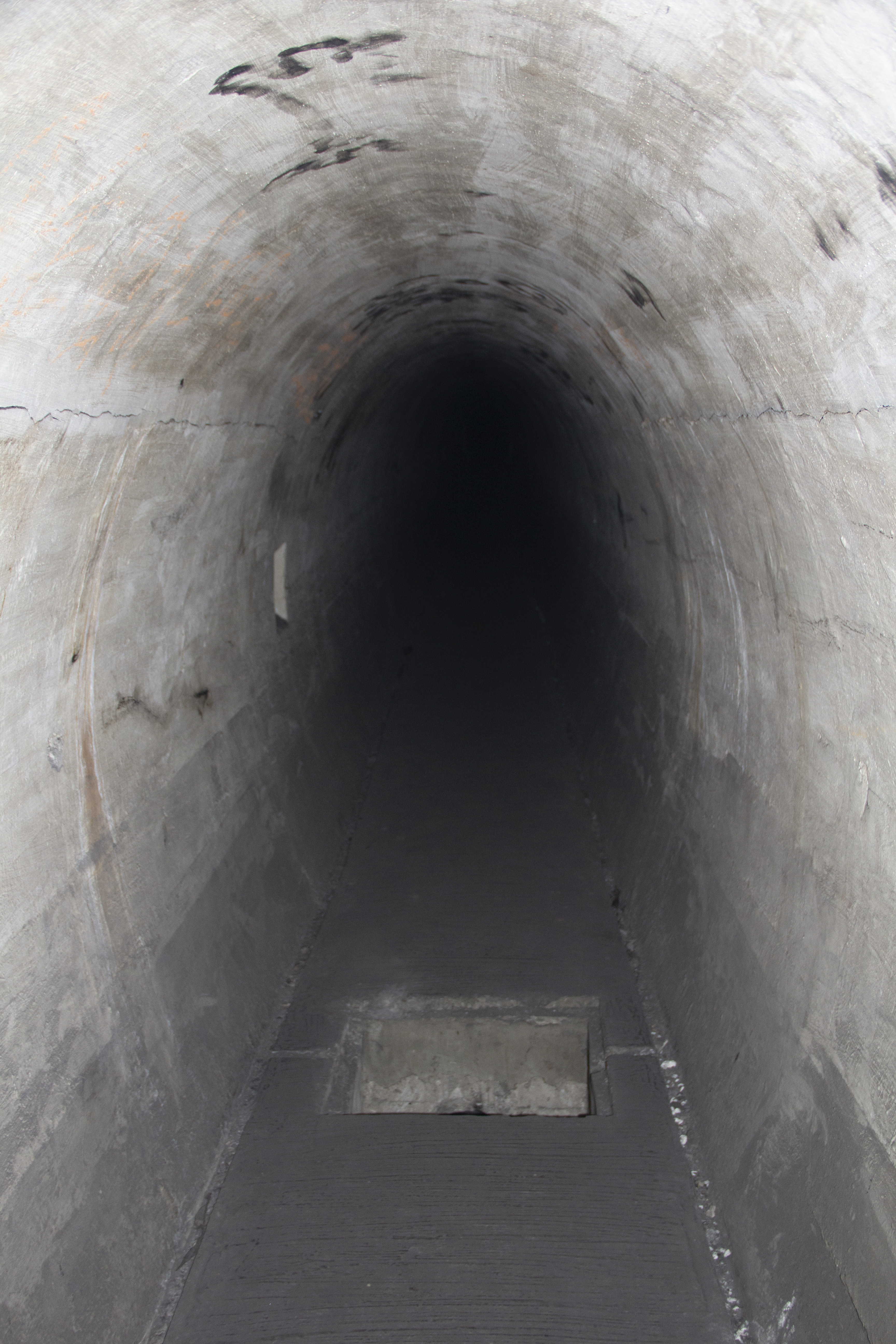
隧道
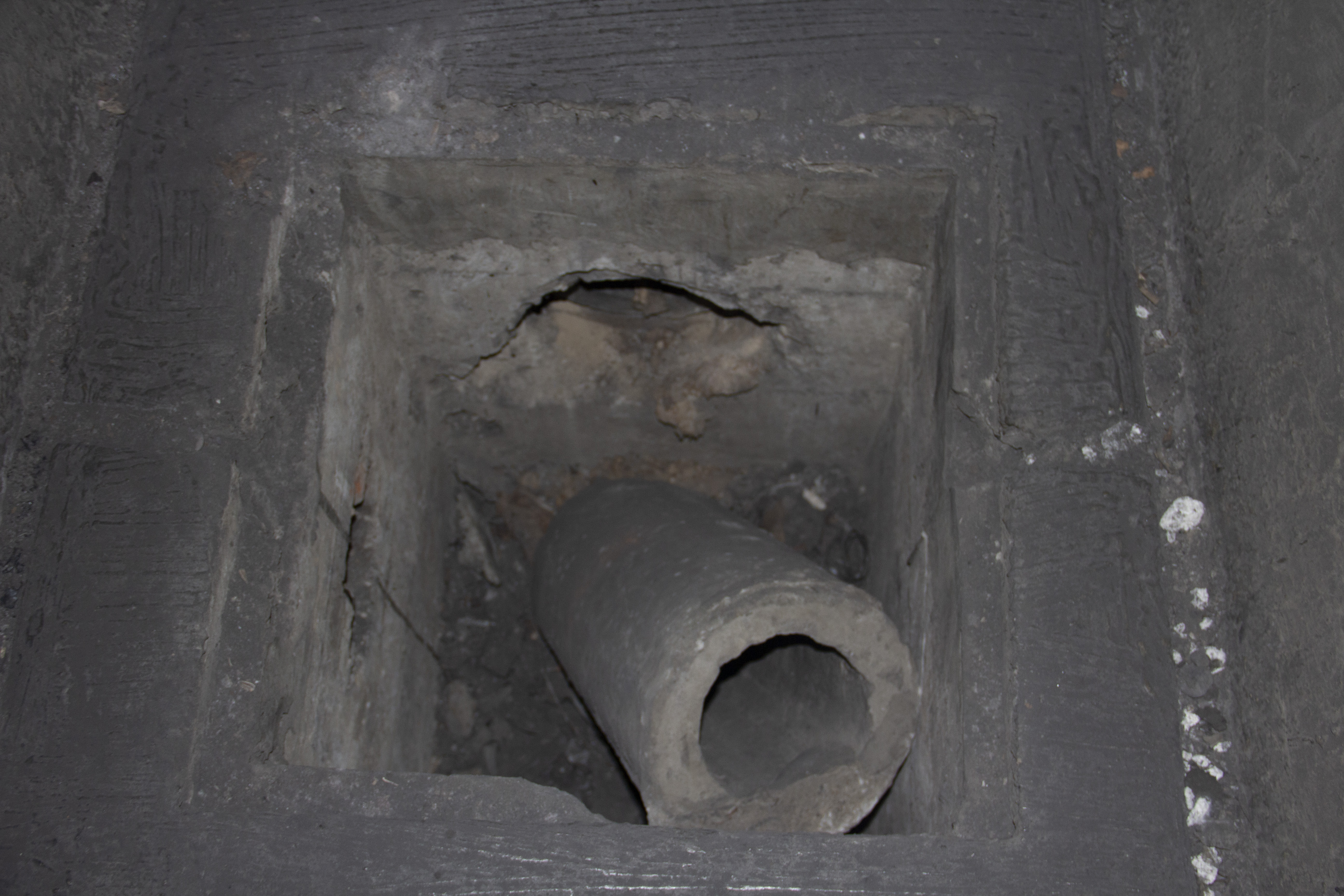
地下管道
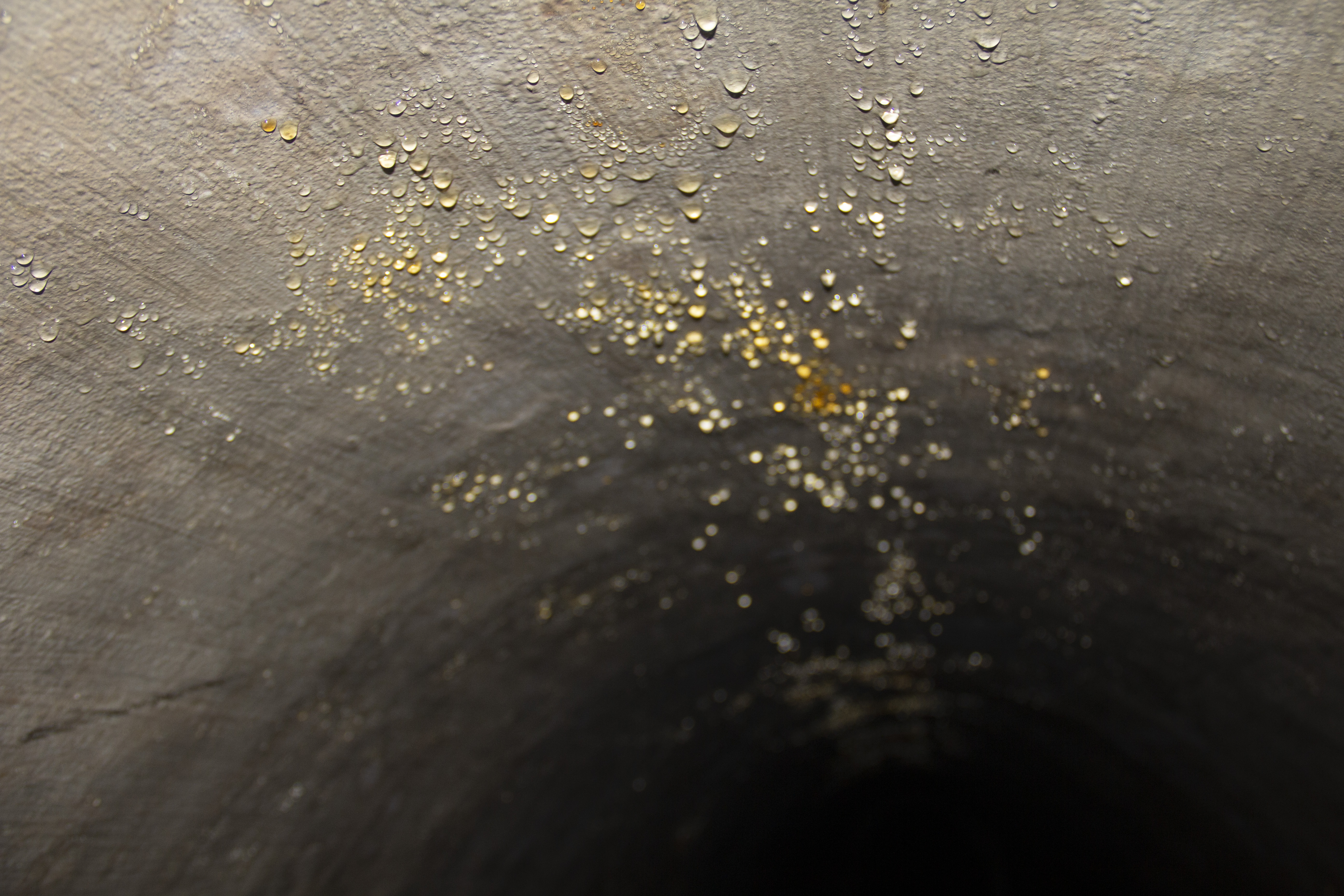
隧道上方的水珠
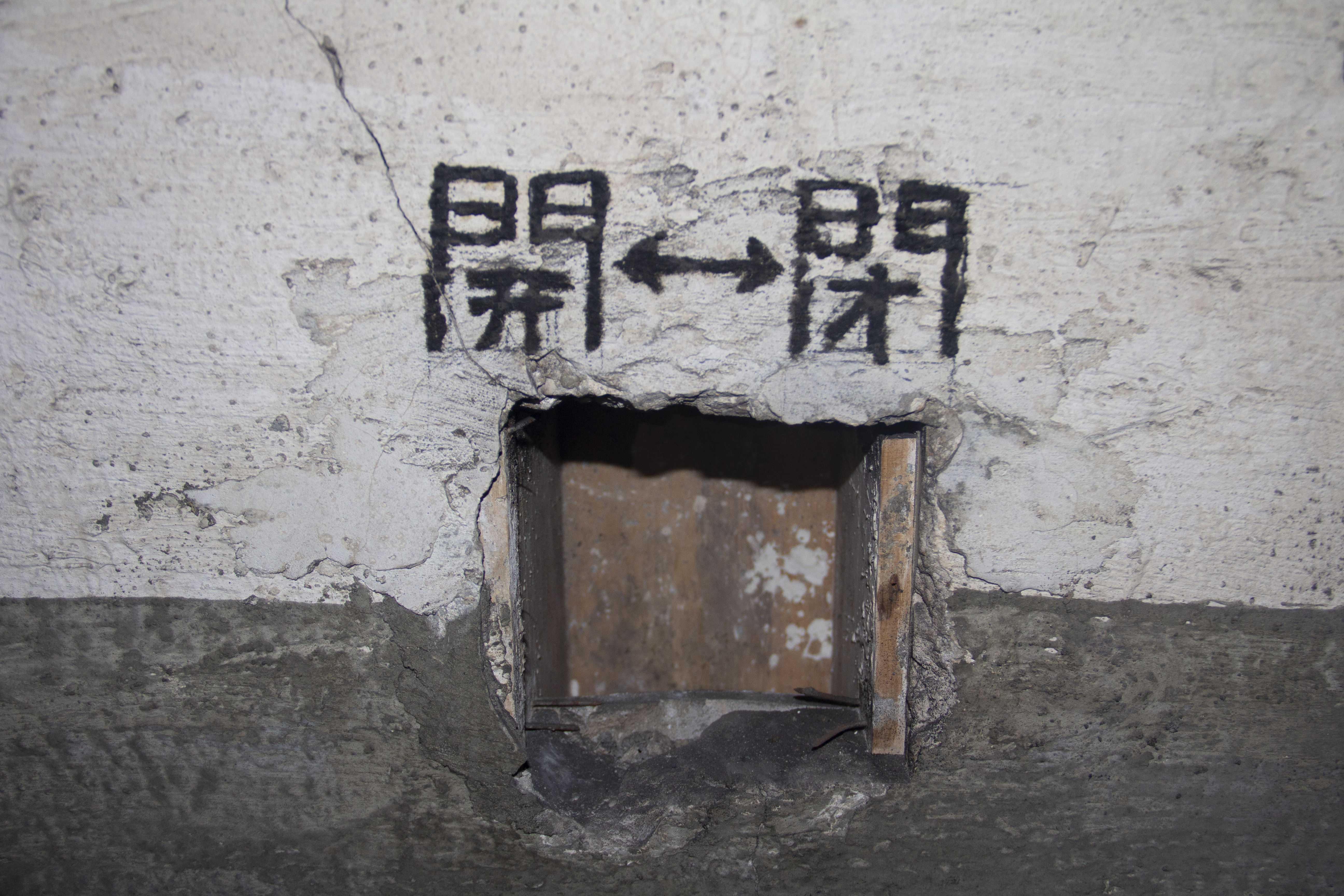
開←→閉
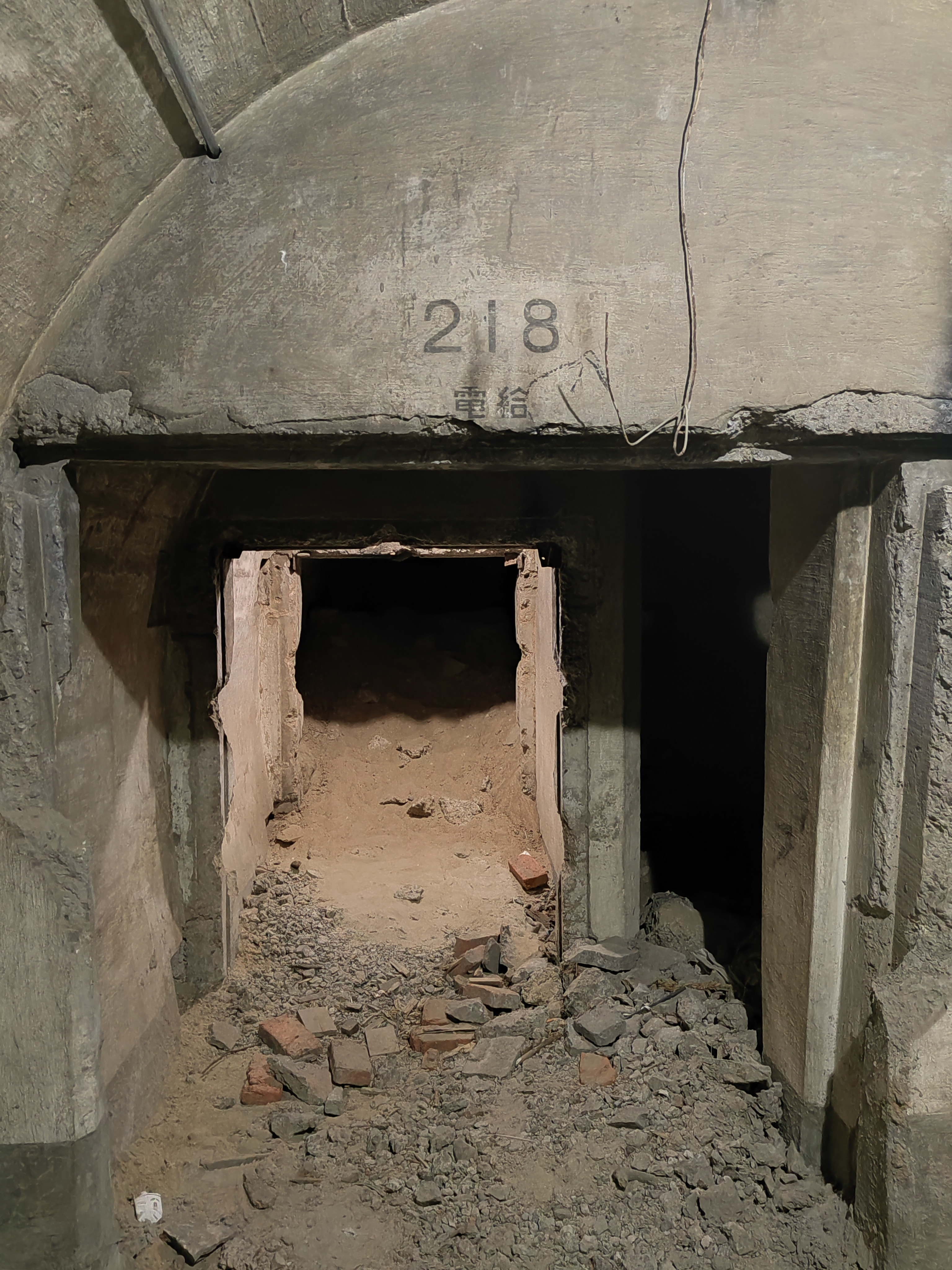
供电的房间